# Муравьёвский пост
Муравьёвский пост — первое относительно постоянное русское поселение на Сахалине. Основано капитаном 1-го ранга Г. И. Невельским в качестве военного поста 22 сентября (4 октября) 1853 года в айнском селении Тамари-Анива (Кусюнкотан) на территории нынешнего Корсакова. Эта дата официально считается днём основания города и отмечается ежегодно в третье воскресенье сентября. Упразднён 30 мая 1854 года.

## Предпосылки основания и выбор места
11 (23) апреля 1853 года император Николай I возложил на Российско-американскую компанию задачу колонизации острова Сахалин. Одной из главных побудительных причин этого стала резкая активизация американского военного флота на Дальнем Востоке, в результате чего русское правительство опасалось, что в скором времени американцы предъявят свои права и на Сахалин. Согласно повелению императора следовало занять на острове «те пункты, которые по местным соображениям окажутся важнейшими, к чему и приступить непременно в навигацию сего 1853 г.» и не «допускать на Сахалине никаких иностранных заселений, ни произвольных, ни по взаимному соглашению».

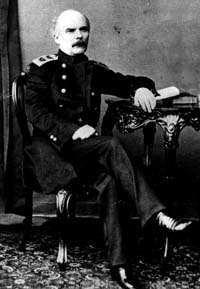
Г.И. Невельской

Высочайшее повеление было препровождено в апреле от генерал-губернатора Восточной Сибири Н.Н. Муравьёва руководителю Амурской экспедиции, капитану I ранга Г. И. Невельскому с предписанием привести то на месте в исполнение. Среди оснований, указанных в письменном виде Муравьёвым для успешного исполнению видов правительства, указывалось «занять на острове Сахалине в нынешнем году два или три пункта на восточном или западном берегу, но как можно южнее»  и «находящихся на южной части Сахалина японских рыбаков не только не тревожить, но оказать им дружеское расположение, удостоверив, что мы занимаем остров Сахалин в ограждение оного от иностранцев и что с нашей помощью и защитой они, японцы, могут безопасно продолжать там свой промысел и торговлю», из чего следовало, что японские «заселения» на юге острова как иностранные тогда не рассматривались.
Тем не менее, Г. И. Невельской решает занять южный берег, залив Тамари-Анива — главный пункт острова — что позднее, в рапорте на имя Н.Н. Муравьёва от 16 октября 1853 года обосновал следующим образом:

а) ...единственное место, в котором только возможно было сделать в такое позднее время года, при наших ничтожных средствах, высадку значительного десанта, есть залив Тамари-Анива;

b) залив этот есть место, где производится главная рыбопромышленность и торговля японцев на острове, и где соединены у них для этого все запасы и материалы;

с) став твердой ногой в этом заливе, я полагаю, что японцы поневоле вынужденными найдутся вступить с нами в дружественные и торговые сношения, потому что рыбная ловля в Тамари-Анива для них крайне необходима, и рыбой, вывезенной из Тамари, пропитывается почти все народонаселение северной части Матсмая;

<...> и наконец f) я полагаю, что страна тогда только может считаться занятой, когда заняты главные её пункты.

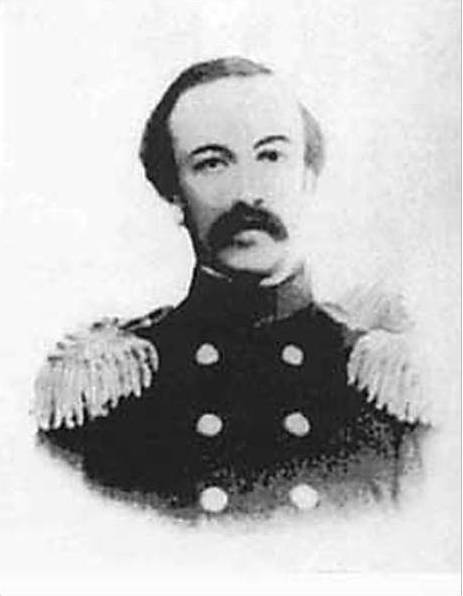
Н. В. Буссе

— 1853Полный текст

## Учреждение Муравьёвского поста
7 (19) сентября 1853 года Невельской с майором Н. В. Буссе и лейтенантом Н. В. Рудановским, а также командой из 90 человек, отобранных в Петропавловске для участия в сахалинской экспедиции, на предоставленном Р.А.К. транспорте «Император Николай I» (шкипер М. Ф. Клинковстрём) отбыл из Петровского зимовья и через Охотское море направился на юг Сахалина. Спустя 10 дней, 17 сентября, судно вошло в залив Анива и проследовало до мыса Крильон, где по договорённости с Невельским его должен был дожидаться подпоручик Д. И. Орлов, в августе отправленный обследовать юго-западное побережье острова и разведать расположение японских владений в Аниве. Не застав того, экспедиция выдвинулась в направлении залива Тамари-Анива, и, добравшись туда к вечеру 19 сентября, встала на якорь. На следующий день Невельской, Буссе, лейтенант Бошняк и унтер-офицер Телешов на 2 шлюпках с 9 гребцами, приняв все меры предосторожности, переправились на берег, где их встретили айны (всего на тот момент в Кусункотане проживало 289 представителей этого народа) и японцы из числа 37 сторожей, оставшихся зимовать. Мореплаватели одарили всех подарками, после чего их пригласили в контору для взимания транспортных налогов, где Невельской сообщил японским старшинам о намерении русских поселиться в Тамари-Анива «для защиты местных жителей от американцев». После взаимных одариваний и угощений Невельской с Буссе, ранее назначенным начальником будущего поста, отправились выбирать подходящую гавань, при этом майор обратил внимание на удобство соседней бухты Пуруан-Томари, но в итоге руководитель Амурской экспедиции настоял на необходимости устраиваться именно в главном японском поселении (район перекрёстка нынешней улицы Невельской и Вокзальной).
22 сентября (4 октября) 1853 года в 11 часов десант на баркасе с двумя спрятанными пушками и двух шлюпках с белыми флагами высадился на берег. Матросы выстроились в две шеренги, пропели «Отче наш» и «Боже, Царя храни!», а Буссе при криках «ура» и салюте с судна поднял Андреевский флаг. Так как экспедиция проводилась под эгидой Р.А.К., то следовало поднять компанейский триколор, но Невельской, по свидетельствам современников, испытывал ненависть «ко всему, что касается компании», и потому сделал выбор в пользу  военно-морского флага, при чём в рапорте на имя Муравьёва он это объяснил нежеланием оскорблять японцев: «По собранными мною сведениям, красный цвет у японцев есть цвет неприятельский, а потому я вынужденным нашёлся, вместо компанейского флага, где есть красная полоса, употребить общий русский военный флаг». 

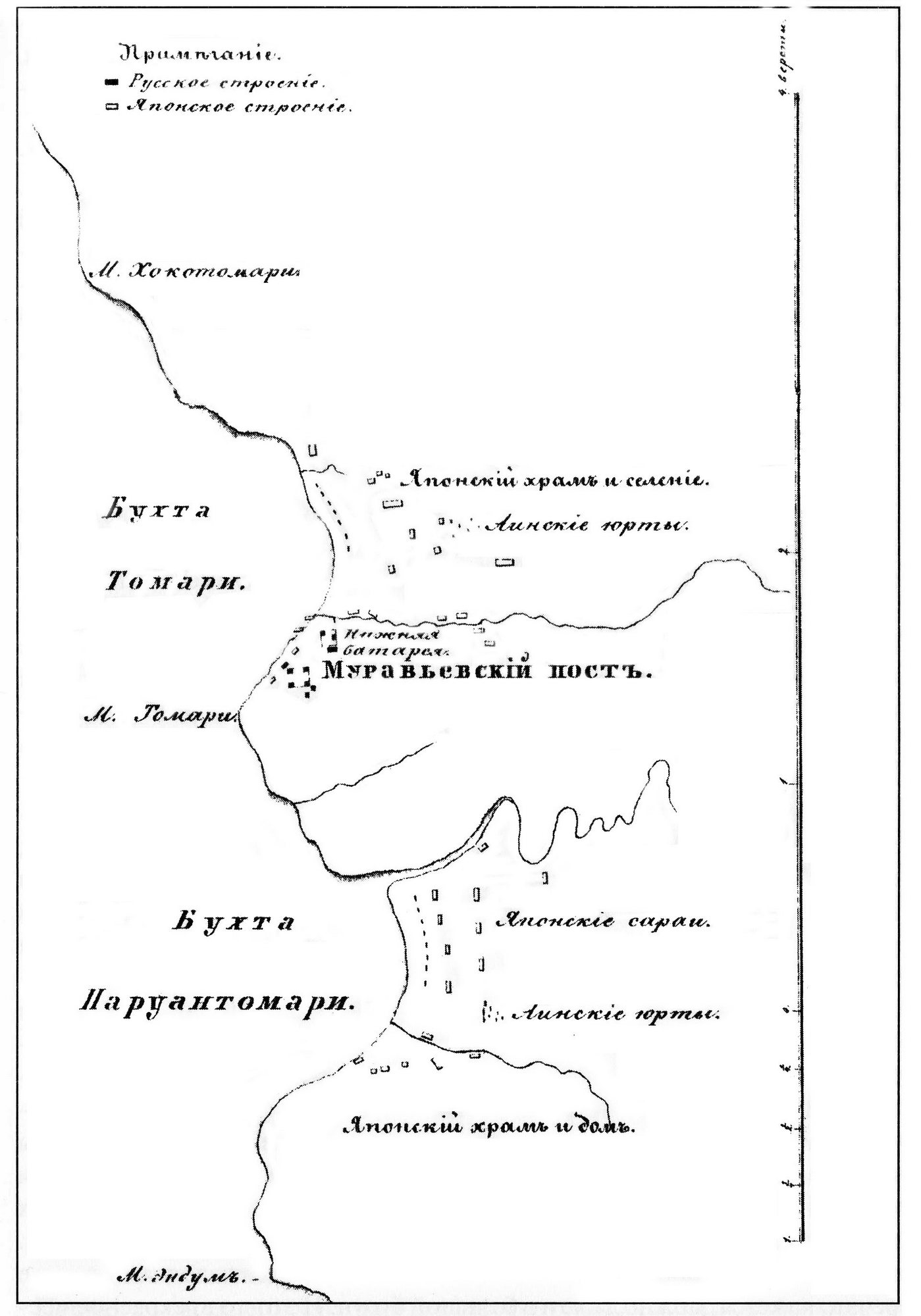
План рейда поста Муравьёвского. Съёмка Н. Рудановского (1853)

Провозгласив Сахалин российским владением, Г. И. Невельской, учредил военный сторожевой пост Муравьёвский, назвав его в честь Н. Н. Муравьёва — «главного деятеля и предстателя у Престола за действия наши в Восточных пределах нашего отечества». Для обустройства форпоста был выбран невысокий северный мыс в бухте Томари, где на вырытых 2 ровных площадках и на скате между ними располагалось 6 японских сараев и магазинов, которые позже были русскими  выкуплены за товар. Строиться решили в 2 яруса, поставив на каждый по батарее. Буссе с Невельским договорились в Муравьёвском оставить 59 матросов и 8 наёмных работников (остальные 11 матросов и один казак были даны в помощь экипажу «Николая» для перехода корабля на зимовку в Императорскую гавань). 
С рассветом 22 сентября началась выгрузка: с корабля, стоявшего на рейде в получасе езды, надлежало переправить на берег около 4 тысячи пудов (примерно 250 тонн), однако одного баркаса было недостаточно, а шлюпки для этого не подходили. На просьбу помочь японцы предоставили две большие лодки-соймы. Айны также оказали посильную помощь и в результате к вечеру 24 сентября почти всё было закончено. На следующее утро выяснилось, что японцы, встревоженные активностью чужеземцев, ушли вовнутрь острова. К 2 часам дня выгрузка завершилась, вечером Невельской попрощался с сахалинской командой, передав её под начало Буссе, и ночью 26 сентября транспорт «Николай» покинул рейд, направившись в Императорскую гавань. После переноса снаряжения в купленный у японцев пакгауз, началось строительство. У айнов за товары на 180 рублей серебром было куплено множество заготовленных ими ранее брёвен, которые пошли на казармы, а также пекарню и кузницу (позднее айны указали места для дальнейших лесозаготовок). Для офицеров — Буссе и Рудановского — был собран флигель, привезённый из Аяна. Между строениями на верхней батарее позже были возведены стены с бойницами, а также две сторожевые башни.
В конце сентября в 10 милях появился транспорт «Иртыш», отправленный ранее в Томари-Анива для охраны на случай потенциальной угрозы для русских поселенцев. Не видя в том необходимости, Буссе отдал капитану судна П. Ф. Гаврилову распоряжение следовать на зимовку в Императорскую гавань. 2 октября из своей экспедиции возвратился Д. И. Орлов, который среди прочего рассказал, что встретил бежавших из Кусюнкотана японцев и уговаривал их вернуться. На поданные с берега сигналы «Иртыш» повернул обратно и взял подпоручика на борт. Шестеро же сопровождавших Орлова пополнили ряды русских поселенцев. В их числе были якутские казаки Берёзкин и Дьячков, которые затем довольно хорошо овладели айнским языком и были полезны во взаимоотношениях с коренным населением.

## Упразднение поста: причины и обстоятельства
30 мая 1854 года пост был эвакуирован в связи со вступлением в Крымскую войну против Российской империи Великобритании и Франции, чьи военные корабли крейсировали по дальневосточным морям и представляли потенциальную угрозу для русских поселений.